# Sob polární
Sob polární (Rangifer tarandus) (synonyma sob arktický) nebo v Severní Americe karibu (nesprávně jelen karibu) je severský přežvýkavec z čeledi jelenovitých. Jde o jediný zdomácnělý druh této čeledi.

## Popis

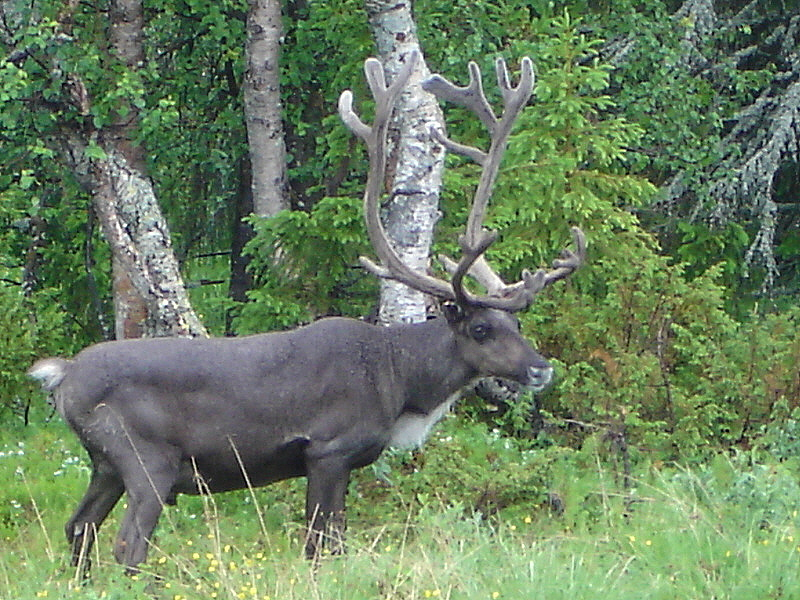
Sob polární, Finsko

Sob dosahuje výšky v kohoutku 90–120 cm, délky těla asi 180 cm a hmotnosti 80–180 kg (samice 80-120, samci 159-182). Na rozdíl od ostatních jelenovitých nosí u soba parohy samec i samice. Samičí parohy jsou sice gracilní, mnohem slabší než samčí, samice je však shazuje později. Jejich tvar se u jednotlivých poddruhů liší, většinou však jsou obloukovitě zahnuté a silně rozvětvené, přední výsady bývají ze stran zploštělé a dál se větví, zvíře jimi může odhrabovat sníh při hledání potravy. Na nohou má sob široké paznehty, takže se neboří do sněhu a bahna. Jeho stopy mají téměř kruhový tvar. Zbarvení soba se liší podle ročního období i podle poddruhu, zimní srst je světle šedá až šedobílá, letní spíše šedohnědá, u lesních sobů až červenohnědá, obřitek je bílý a rovněž krk, s výraznou hřívou, mívá světlejší barvu než zbytek těla. Nejsvětlejší jsou sobi poddruhu Rangifer tarandus Pearyi, kteří mají celoročně bělavé zbarvení. Domácí sobi bývají často strakatí nebo i čistě bílí.

## Název
České slovo sob má zcela nejasnou etymologii a není příbuzné s pojmenováním tohoto zvířete v žádném jiném jazyce kromě slovenštiny, kam bylo ovšem přejato z češtiny. Slovo se poprvé vyskytuje ve střední češtině. Někdy se předpokládá souvislost s mongolským názvem soba caa. V ostatních slovanských jazycích jeho jméno zpravidla znamená v překladu „severský jelen“.
V germánských a románských jazycích obsahuje jméno tohoto zvířete kořen ren (např. angl. Reindeer, něm. Rentier, fr. le Renne, lat. Rangifer) se někdy odvozuje ze starého sámského názvu raingo. Pravděpodobnější je však germánský původ, konkrétně ze staroseverského hrenn, s významem „rohaté zvíře“ (od protoindoevropského kořene *kroin – „rohatý“). I ve starší češtině se pro soba používal termín renař. Latinský druhový název tarandus je přejímkou z řečtiny a byl znám už v antice, doklady např. u Theofrasta a Aristotela.
Pro severoamerického soba je mezinárodně používán název karibu, který pochází z algonkinských jazyků severoamerických indiánů, např. v jazyce mikmak kalibu, a znamená „ten, který hrabe (ve sněhu)“.
Samec soba je označován jako sobí býk, samice jako sobí laň nebo sobí kráva, mládě jako sobí tele nebo z ruštiny přejatým názvem pižík. V domorodých jazycích arktické a subarktické oblasti mají sobi mnoho jmen, některé jazyky rozlišují název domácího a divokého soba, přičemž se oba tvoří od odlišných kořenů.

### Příklady domorodých názvů soba
- v algonkinských jazycích: karibu, qalibu
- v athabaských jazycích: vadzai, bazej
- čukčsky: korangä (domácí), älvälu (divoký)
- eskymácky: qunŋiq (domácí / tuttu (divoký)
- evenksky: oron (domácí / bujun (divoký)
- finsky: poro (domácí), peura (divoký)
- chantyjsky: veli, vŭlly
- itelmensky: kož (domácí), lwilch (divoký)
- jakutsky: taba
- jukagirsky: a'se (domácí) / tolou (divoký)
- jihokarelsky: pedru
- komijsky: kӧr
- korjacky: qojanga, qor (domácí), älvel (divoký)
- livonsky: pūʼojpõʼddõrz
- mansijsky: sāly
- marijsky: pučy
- mongolsky: caa
- něnecky: ty (domácí), avka (divoký)
- nganasansky: aku
- sámsky (laponsky): boazu (domácí), goddi (divoký) (severní sámština) / boatsoj (luleská sámština) / båtsoj (piteská sámština) / båatsoe, bovtse (jižní sámština) / puäʒʒ (domácí), kââʹreǩ, kåʹdd (divoký) (skoltská sámština)
- tuvinsky: ibi
- udmurtsky: pidžuj (z toho rus. pižik – „sobí mládě“)

## Rozšíření
Sob se vyskytuje v subpolárních až polárních částech severní polokoule od Fennoskandinávie přes celou Sibiř, Aljašku a sever Kanady až do Grónska. Zatímco euroasijská forma se označuje jako sob, v Severní Americe je druh znám pod názvem karibu (caribou). Na tomto rozsáhlém území tvoří osm poddruhů:
- Rangifer tarandus tarandus: Sever Fennoskandinávie, Nová země, poloostrov Tajmyr, tundra severní Sibiře, Čukotka
- R. t. platyrhynchus: Špicberky, ohrožený vyhubením
- R. t. fennicus: Finsko a Karélie, ohrožený vyhubením – české označení: sob karelský
- R. t. valentinae: Původně od Uralu přes celou Sibiř až k Amuru, severní Mongolsko, dnes jen v pohoří Altaj, ohrožený vyhubením
- R. t. granti: Aljaška
- R. t. groenlandicus: Baffinův ostrov, sever kanadské pevniny, východní Grónsko
- R. t. pearyi: Ellesmerův ostrov a přilehlé ostrovy kanadské Arktidy, ohrožený vyhubením
- R. t. caribou: Od východní Aljašky a Britské Kolumbie po Labrador
- R. t. dawsoni: Ostrovy královny Charlotty, vyhuben počátkem 20. století

Mezi nejmenší poddruhy patří ty, které žijí na ostrovech: R. t. dawsoni, R. t. platyrhynchus a R. t. pearyi, naopak největší jsou R. t. valentinae, R. t. granti a R. t. caribou, obývající spíše lesnaté oblasti při jižním okraji areálu druhu.

## Vývoj
Sob je geologicky starý druh, který má mezi jelenovitými izolované postavení, nejblíže je příbuzný severoamerickým jelencům rodu Odocoileus. V současné podobě se objevil přibližně před 200 000 lety a nejméně před 120 000 lety se začaly formovat jednotlivé poddruhy. Tehdy, v pleistocénu, bylo jeho rozšíření mnohem větší než v současnosti a zahrnovalo téměř celou Evropu. Na konci poslední doby ledové, před cca 25 000–10 000 lety, se sobi pásli ve společnosti mamutů i na českém území.

## Způsob života
Sobi žijí ve velkých stádech, pouze v době říje, která trvá od konce srpna do počátku října, si samci vytvářejí teritoria, na nichž obhajují harém laní. Ozývají se přitom chraplavým až chrochtavým troubením a bojují spolu obdobně jako naši jeleni. Mláďata se rodí obvykle v květnu následujícího roku. Téměř ve všech oblastech svého rozšíření sobi migrují, někdy až na vzdálenosti několika tisíc kilometrů (sobi karibu v Kanadě). Přes léto se zdržují nejraději v tundře nebo ve vyšších horských polohách (Skandinávie, Altaj), na zimu se stěhují k hranici severského lesa. S touto skutečností je třeba počítat i při chovu domestikovaných sobů. Sobi se při migraci pohybují velmi rychle a v běhu mohou dosáhnout rychlosti až 51 km/h.

## Zrak
Sobi mají na rozdíl od ostatních savců schopnost vidět v UV oboru spektra (330 nm). To jim umožňuje odhalit predátory (vlky) a potravu (lišejníky) – vidí je tmavé na světlém (sněhovém) podkladu. Takto kontrastně vidí také moč (vlků nebo jiných sobů).

## Potrava
Sob se živí především bylinami a lišejníky, které si dovede zpod sněhu vyhrabat i v zimě, pomocí parohů a předních končetin. V některých případech však žere také lumíky nebo mláďata mořských ptáků a na mořském pobřeží s oblibou líže sůl.

## Predátoři
Hlavním predátorem, který loví soby, je vlk. Vlci se při lovu snaží oddělit od stáda mláďata nebo přestárlá, nemocná či poraněná zvířata, která potom obklíčí a strhnou. Mláďata nebo slabá zvířata může ulovit také rosomák, na jihovýchodní Sibiři i tygr. Sobům znepříjemňují život také komáři, ovádi a muchničky, jejichž přítomnost mnohdy stimuluje jarní migraci. Nejnebezpečnějšími parazity soba jsou larvy střečků, které jim cizopasí v nosních dutinách nebo pod kůží na hřbetě. Již od paleolitu loví soby také lidé, kteří jsou jejich nejhoršími nepřáteli.

## Domestikace
Na severu Evropy, Asie a Ameriky je chován na mléko, maso, kůži, k tahu, jízdě i nošení břemen. První písemné záznamy o divokých sobech se objevují v díle Aristotela, který zmiňuje sezónní barvoměnu jejich srsti a v Caesarových Zápiscích o válce galské, kde je sob popisován jako druh jednorožce, připomínající zpola jelena a zpola býka. Zprávy o domestikaci sobů pocházejí ze 7. století ze severní Číny a ze Skandinávie z 9. století, kdy se norský náčelník Ottar zmiňuje v dopise anglosaskému králi Alfrédu Velikému o svých sobích stádech. Roku 1555 podal švédský duchovní Olaus Magnus ve svém spisu Dějiny severského lidu první zprávu o chovu sobů u Sámů. Živého soba však zřejmě nikdy neviděl, protože jej na doprovodné ilustraci zobrazil se třemi parohy.
Užitek, který sobi poskytují člověku, je mnohostranný. Sobí maso, lůj, krev, mléko a z něj připravené sýry slouží obyvatelům Dalekého severu jako základní potravina, Čukčové rádi jedí dokonce i natrávený lišejník z bachoru zabitých zvířat. Sobí mléko se chutí a tučností podobá ovčímu, je však sladší. Sobí laň ho však má poměrně málo a po krátkou dobu (přibližně jen 3–4 měsíce po porodu) a po odstavení mláděte přestává mléko produkovat. Ne všechna etnika, chovající soby, proto tato zvířata dojí. Kůže a kožešina má mnohostranné použití, zhotovují se z ní stanové plachty, koberečky, řemeny nebo „tulení“ pásy na lyže, na oděvy je nejvhodnější kožešina sobího mláděte, tzv. pižíka. Inuité sobí kůži vyčiňují pomocí kouře a sobího mozku nebo tuleního tuku, výsledek, nehledě k nepříjemnému pachu, překvapivě připomíná semiš. Sobí srst je možno spřádat, což dělají například Jakuti. Sobí parohy a kosti našly použití při výrobě luků, šípových hrotů, rybářských háčků, lopat a dalšího nářadí, ze šlach se vyrábějí provázky, tětivy luků, pružiny pastí nebo niti.
Sob má především na Sibiři mimořádný význam i jako tažné a jezdecké zvíře. Saně, tažené sobím spřežením jsou tradičním dopravním prostředkem Sámů a domorodých obyvatel Sibiře. Něnci na nich po bažinaté tundře jezdili dokonce i v letním období! Od pol. 20. století je však z použití vytlačuje sněžný skútr. Evenkové, Jakuti a Tuvinci soby používají k nošení nákladů a na silných samcích, obvykle vykastrovaných, dokonce jezdí. Soby kastrují tak, že jim varlata jednoduše ukousnou. Tato etnika chovají velké, dlouhonohé soby odvozené od poddruhu Rangifer tarandus valentinae, zatímco drobnější sobi obyvatel tundry, užívaní jen k zápřahu, jsou odvozeni od poddruhu R. t. tarandus. Existují dva typy sedlání soba. Tuvinci a Tofalarové z jihu Sibiře a Cátani ze severu Mongolska soby sedlají podobně jako koně, což však není vzhledem k anatomii soba příliš vhodné – sobu se takto položeným sedlem příliš zatěžuje hřbet. Evenkvé, Eveni a Jakuti sedlají soba nad lopatkami, nepoužívají třmeny a ovládají jej pomocí hole. Jezdec má při tomto stylu jízdy doširoka roztažené nohy. Předpokládá se, že tento styl sedlání, který je pro soba vhodnější, vychází ze soumarského sedla, užívaného k nošení nákladů.
Sob má místo i v duchovní kultuře severských etnik, zejména Sámů a domorodých obyvatel Sibiře. V sibiřském šamanismu se často objevuje motiv létajícího soba, který podporuje šamana jako ochranný duch, čapky sibiřských šamanů, např. u Selkupů a Nganasanů, proto bývají zdobeny sobími parohy. Podle jiné představy vyprovází sob duše zemřelých na Onen svět. Proto Evenkové, Něnci a další původní obyvatelé Sibiře při pohřbu zpravidla obětují soby. Také šamanský buben potažený sobí kůží bývá např. v mýtech Jakutů přirovnáván k létajícímu sobu, na jehož hřbetě šaman podniká cesty do jiných světů. Ve skandinávském, britském a zejména americkém folklóru a populární kultuře je sob spojen s Vánocemi, protože spřežení sobů podle tradice tahá saně, na nichž Santa Claus vozí dárky pro děti. Jeho sobi údajně mohou létat a je jich 8 nebo 9, jedním z nich je Rudolf s červeným nosem.

Využívání sobů k vojenským účelům
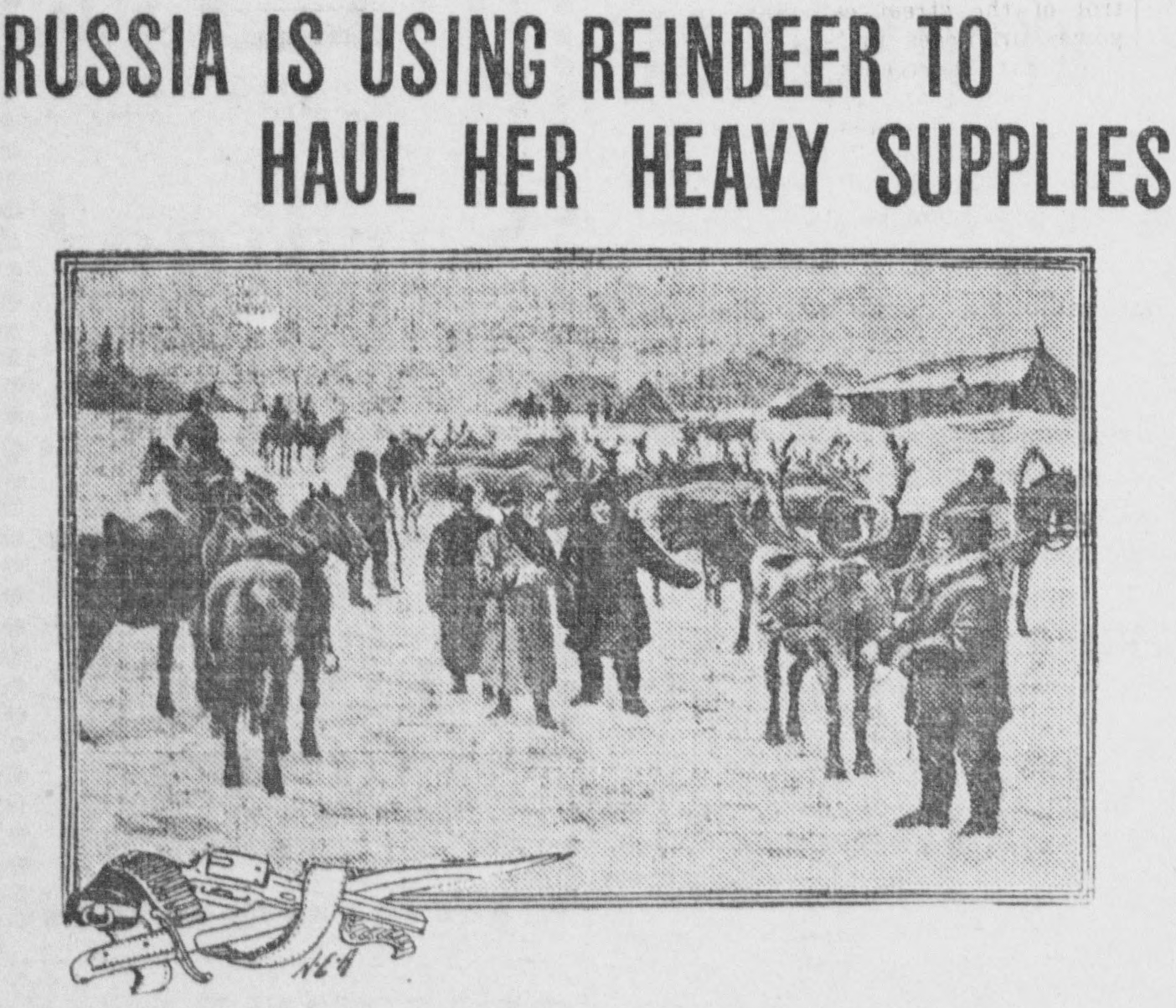
V roce 1904 se císařská ruská armáda uchýlila k užívání sobů k rychlému přemísťování těžkých zásob za rusko-japonské války.
Američtí důstojníci často využívali "sobí skupiny" při překračování řeky Dwiny a při cestě do přístavu Archangelsk na severu evropské části Ruska (březen 1919).
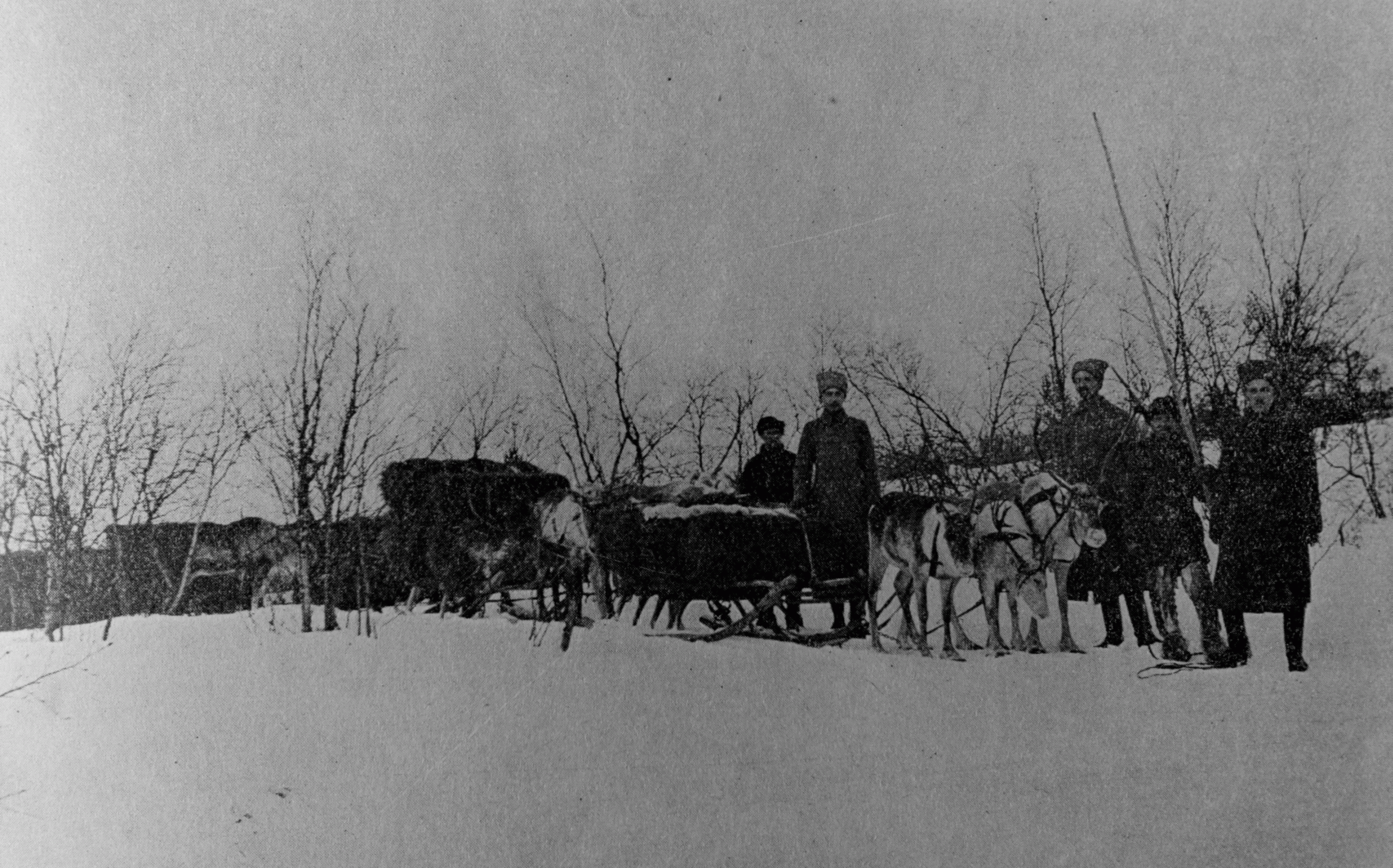
Sobi ve službách čs. vojska na cestě do Francie (první světová válka).
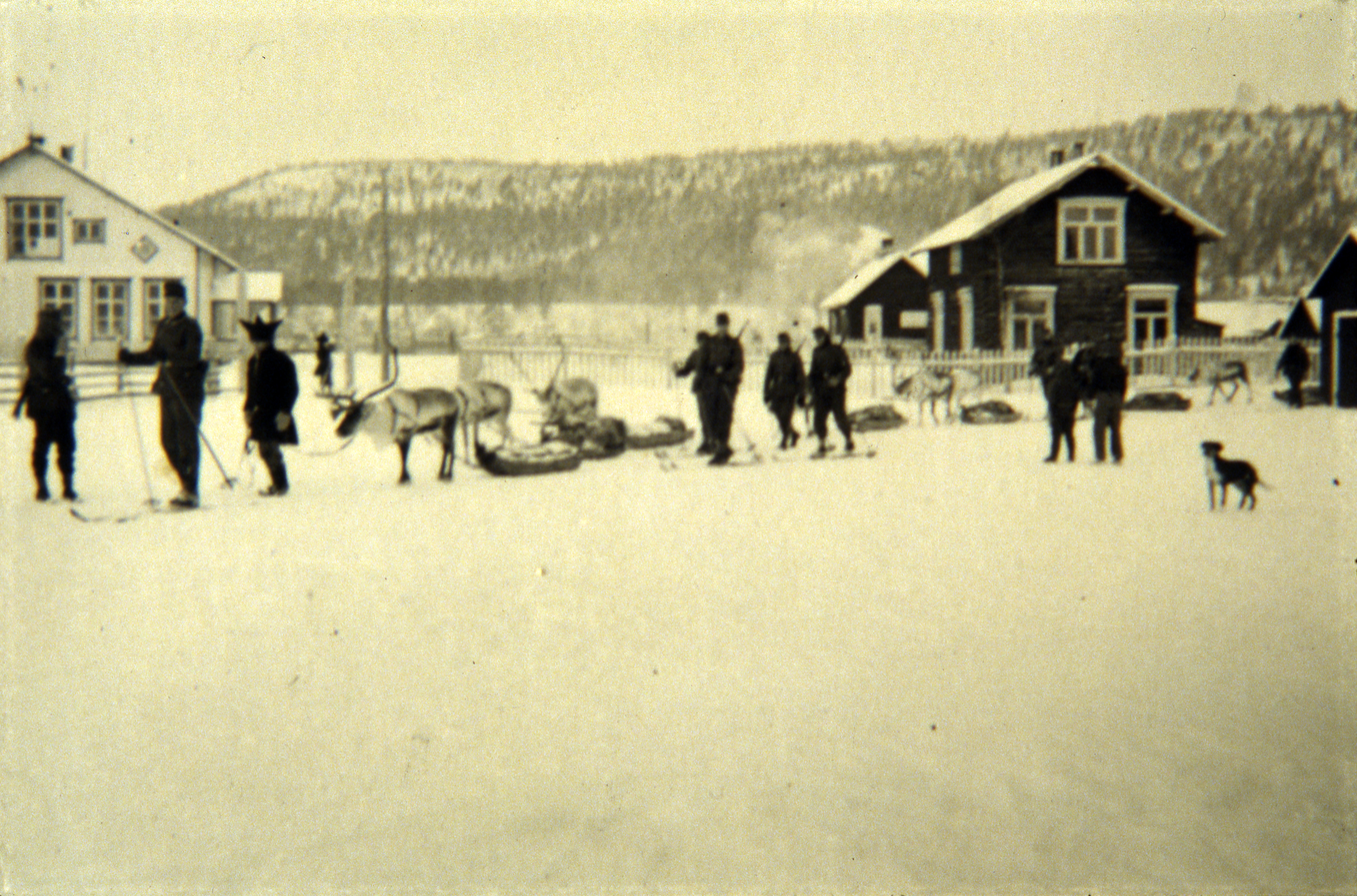
Němečtí vojáci se soby v únoru 1941 v Karasjoku (severní Norsko).
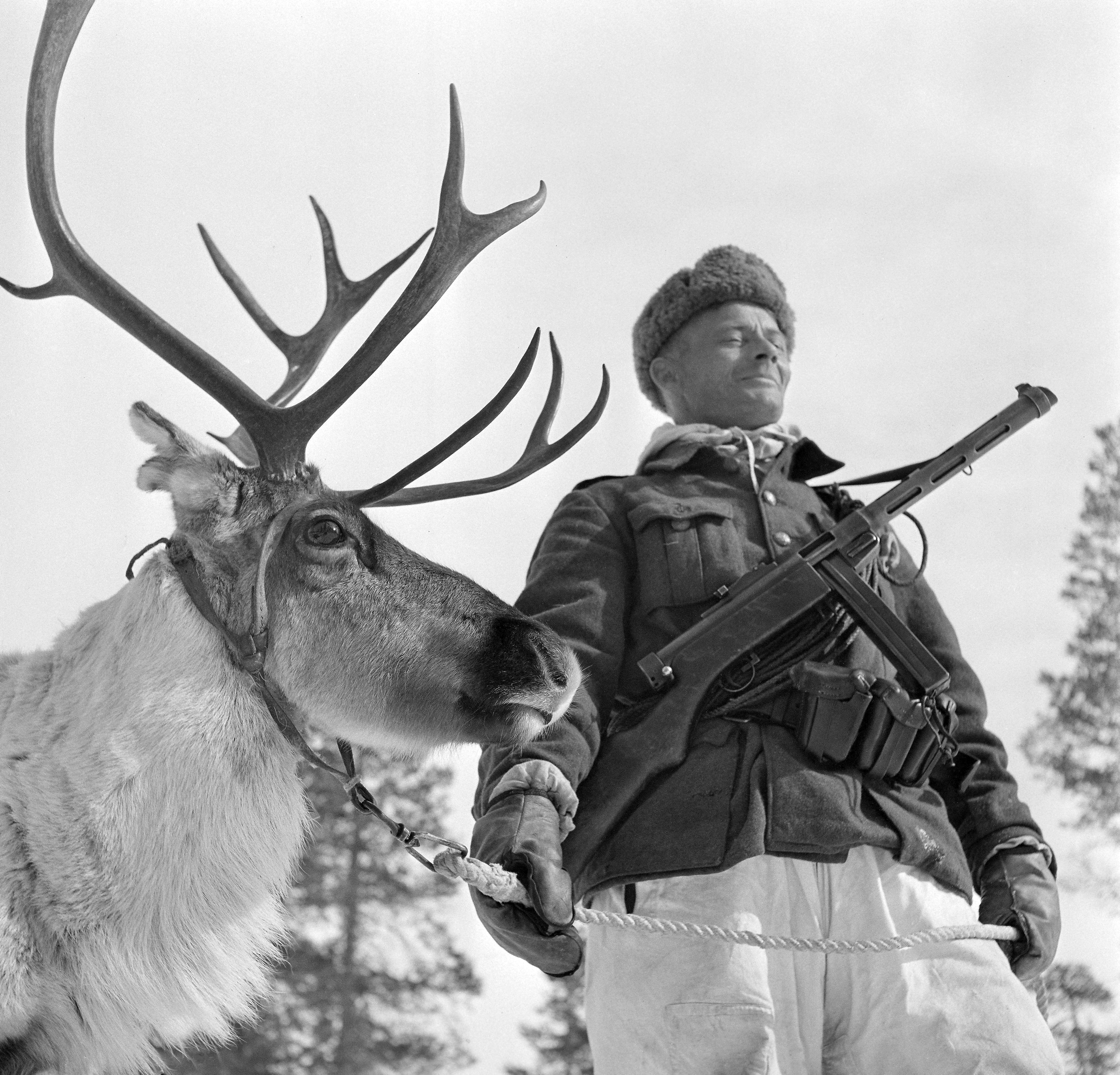
Sámský voják Rájá-Jovnna se sobem u zbrojnice během posledního roku pokračovací války (4. květen 1945).

## Chov v zoo
Sob polární je chován v takřka dvou stech evropských zoo. V téměř třiceti zoo se přitom jedná o divoké a ve volné přírodě vzácné soby karelské, ve většině případů však jde o soby domestikované.
V českých zoo jsou sobi chováni celkem v pěti zařízeních:
- Zoo Brno
- Zoopark Chomutov
- Zoo Liberec
- Zoo Olomouc
- Zoo Praha

V případě Zoo Praha a Zoo Liberec přitom jde o vzácně chované a ve volné přírodě ohrožené soby karelské.
Na Slovensku mají soby v Zoo Bratislava.

### Chov v Zoo Praha
Dlouhodobě byli v Zoo Praha chováni domácí sobi jako ve většině zoo.
Divoký sob karelský je zde chován od roku 2013. V roce 2014 se podařilo odchovat první mládě tohoto endemického poddruhu. Od té doby jej následovaly další tři úspěšné odchovy.
Ke konci roku 2017 byli chováni tři samci a tři samice. 14. 3. 2019 dorazily do pražské zoo dvě samice z Nizozemska, konkrétně z Gaiaparku Kerkrade. V květnu 2019 se narodil samec a samice.
Současná expozice vznikla jako součást expozičního celku Severský les v horní části zoo.

### Film
- Svět jelenovité zvěře. Německo, 2020. [Česká televize: ČT 2, 28. 12. 2021].